# تتراهیدروکسی۱٬۴بنزوکینون
تتراهیدروکسی۱٬۴بنزوکینون (به انگلیسی: Tetrahydroxy-1,4-benzoquinone) یک ترکیب شیمیایی است.
شکل ظاهری این ترکیب، بلورهای آبی تیره‌است.